# Ужовский сельсовет
Ужовский сельсовет — сельское поселение в Починковском районе Нижегородской области Российской Федерации.
Административный центр — посёлок Ужовка.

## История
Статус и границы сельского поселения установлены Законом Нижегородской области от 18 августа 2005 года № 117-З «Об утверждении границ, состава территории Починковского муниципального района, границ и состава территорий муниципальных образований, входящих в состав Починковского муниципального района»

## Население
| 2002  | 2010  | 2012  | 2013  | 2014  | 2015  | 2016  |
| ----- | ----- | ----- | ----- | ----- | ----- | ----- |
| 4495  | ↘4442 | ↘4413 | ↘4377 | ↘4363 | ↘4359 | ↘4317 |
| 2017  | 2018  | 2019  | 2020  |       |       |       |
| ↘4316 | ↘4250 | ↘4172 | ↘4118 |       |       |       |

## Состав сельского поселения
| № | Населённый пункт | Тип населённого пункта          | Население |
| - | ---------------- | ------------------------------- | --------- |
| 1 | Байково          | село                            | ↘1057     |
| 2 | Журавлиха        | посёлок                         | ↘2        |
| 3 | Ильинское        | село                            | ↗904      |
| 4 | Муравей          | посёлок                         | ↘18       |
| 5 | Осиновка         | посёлок                         | ↘18       |
| 6 | Сырятинский      | посёлок                         | ↘146      |
| 7 | Ужовка           | посёлок, административный центр | ↗2151     |
| 8 | Ужово            | село                            | ↘146      |